# Opatov (métro de Prague)
Pour les articles homonymes, voir Opatov.
Opatov est une station de métro à Prague, en Tchéquie. Située sur la ligne C du métro de Prague entre Chodov et Háje, elle est ouverte depuis le 7 novembre 1980.